# Liste der Monuments historiques in Venarey-les-Laumes
Die Liste der Monuments historiques in Venarey-les-Laumes führt die Monuments historiques in der französischen Gemeinde Venarey-les-Laumes auf.

## Liste der Immobilien
| Bezeichnung       | Beschreibung                                              | Standort                                   | Kennzeichnung | Schutzstatus | Datum | Bild           |
| ----------------- | --------------------------------------------------------- | ------------------------------------------ | ------------- | ------------ | ----- | -------------- |
| Ponts des Romains | Brücke über die Oze, 16. Jahrhundert; zugehörig Wegekreuz | Les Laumes, rue du Pont des Romains (Lage) | PA00112712    | Inscrit      | 1925  | weitere Bilder |

## Liste der Objekte
| Bezeichnung                  | Beschreibung                               | Standort                                          | Kennzeichnung | Schutzstatus | Datum | Bild |
| ---------------------------- | ------------------------------------------ | ------------------------------------------------- | ------------- | ------------ | ----- | ---- |
| Skulptur Heiliger Ludwig     | Kalkstein, farbig gefasst, 16. Jahrhundert | Venarey, in der Kirche St-Germain-de-Paris (Lage) | PM21002443    | Classé       | 1931  |      |
| Skulptur Heiliger Laurentius | Kalkstein, 16. Jahrhundert                 | Venarey, in der Kirche St-Germain-de-Paris (Lage) | PM21002444    | Classé       | 1959  |      |